# Plac Michajłowski
Plac Michajłowski (ukr. Михайлівська площа) – plac w Kijowie, który powstał w XII wieku i jest jednym z najstarszych w mieście.  

## Historia
W swojej obecnej formie plac ukształtował się w połowie XIX wieku, po podzieleniu przestrzeni pomiędzy Soborem Sofijskim a Soborem Michałowskim przez budynek „Przybytków urzędowych”. W latach 1854-1857 plac został oddzielony od sąsiedniego placu Sofijskiego i uformowany w obecnych granicach. Jego nazwa pojawiła się po raz pierwszy w 1869. Po kilku zmianach, obecna wersja została przyjęta ostatecznie w 1991.
W latach 30. XX wieku, w okresie istnienia ZSRR, władze radzieckie planowały przeniesienie kwartału rządowego na ten plac, co doprowadziło do zniszczenia wielu historycznych budynków, w tym Soboru Michałowskiego o Złotych Kopułach. Z pierwotnych planów udało się zrealizować jedynie budowę Ministerstwa Spraw Zagranicznych Ukrainy. Autentyczny wygląd placu przywrócono dopiero po odzyskaniu niepodległości przez Ukrainę. Jego centralnym punktem stał się odbudowany pomnik Olgi Kijowskiej, który wcześniej został zdemontowany w 1923, a także rzeźby Andrzej Apostoła oraz Cyryla i Metodego.
Plac pełnił funkcję jednej z stref kibica podczas Konkursu Piosenki Eurowizji 2017. Od maja 2022, po inwazji Rosji na Ukrainę, odbywa się na nim wystawa zniszczonego rosyjskiego sprzętu wojskowego, która prezentuje rosyjski sprzęt wojskowy zdobyty i zniszczony podczas rosyjskiej inwazji na Ukrainę w 2022. Na ścianie Monasteru Michajłowskiego od 2017 znajduje się Ściana Poległych za Ukrainę.